# Ievgueni Zimine
Pour les articles homonymes, voir Zimine.
Temple de la renommée russe : 2014
Ievgueni Vladimirovitch Zimine  - en russe : Евгений Владимирович Зимин - (né le 6 août 1947 à Moscou en URSS et mort le 28 décembre 2018 à Moscou (Russie)) est un joueur russe de hockey sur glace.

## Carrière

### Carrière de joueur
En 1964, Ievgueni Zimine débute avec le HK Lokomotiv Moscou dans le championnat d'URSS. Durant sa carrière professionnelle il a évolué sous les couleurs du HC Spartak Moscou. Le Spartak remporte le titre en 1967 et 1969 ainsi que la coupe d'URSS 1970 et 1971. Il termine avec un bilan de 315 matchs et 185 buts en élite. En 1977, il met un terme à sa carrière après une saison avec les Krylia Sovetov.

### Carrière internationale
Ievgueni Zimine a représenté l'URSS à 71 reprises (27 buts) sur une période de huit ans de 1965 à 1972. Il a remporté l'or aux Jeux olympiques de 1968 et 1972. Il a participé à trois éditions des championnats du monde pour un bilan de trois médailles d'or. Il est champion d'Europe 1968 et 1969.

## Statistiques
Pour les significations des abréviations, voir Statistiques du hockey sur glace.

### En équipe nationale
| Année | Équipe | Compétition |    | PJ | B | A | Pts | Pun           |  | Résultats |
| 1968  | URSS   | CM & JO     | 4  | 3  | 2 | 5 | 8   | Médaille d'or |  |           |
| 1969  | URSS   | CM          | 10 | 1  | 2 | 3 | 4   | Médaille d'or |  |           |
| 1971  | URSS   | CM          | 4  | 2  | 1 | 3 | 0   | Médaille d'or |  |           |
| 1972  | URSS   | JO          |    |    |   |   |     | Médaille d'or |  |           |